# Ronde van Frankrijk 2007/Veertiende etappe
De veertiende etappe van de Ronde van Frankrijk 2007 werd verreden op 22 juli 2007 tussen Mazamet en Plateau de Beille over een afstand van 197 kilometer. Dit was de eerste rit in de Pyreneeën, met daarin 2 beklimmingen van de buitencategorie en 1 beklimming van de 2e categorie.

## Verloop
Al snel bleek dat het er in de Pyreneeën anders aan toe zou gaan dan in de Alpen. Zo moest Christophe Moreau, in de Alpen nog een van de sterksten, al lossen op de Port de Pailhères, net als Aleksandr Vinokoerov - de dag ervoor nog de beste in de tijdrit - en Fränk Schleck.
De geletruidrager Michael Rasmussen en wittetruidrager Alberto Contador toonden zich het sterkste en haalden op 3,5 km van de meet met Antonio Colom de laatste vluchter in. Wat volgde was een discussie - vermoedelijk over de etappezege, waarover Contador later beweerde dat er een afspraak was gemaakt, maar wat Rasmussen ontkende. Rasmussen probeerde nog te demarreren, maar Contador liet de Deen niet gaan en was in de sprint de beste.
In de achtergrond werd Mauricio Soler op 37 seconden derde, Levi Leipheimer werd vierde. Cadel Evans kon in eerste instantie nog wel aanhaken bij Rasmussen en Contador, maar verloor uiteindelijk nog bijna 2 minuten op het duo. Verliezers van de dag waren Vinokourov (81e op 28'50") en Moreau (135e op 34'52")

### Tussensprints
- Eerste tussensprint in Carcassonne, na 46,5 km: Aljaksandr Koetsjynski
- Tweede tussensprint in Campagne-sur-Aude, na 91,5 km: Carlos Barredo

### Bergsprint
- Eerste bergsprint, Côte de Saint-Sarraille (2de cat.), na 9 km: David de la Fuente
- Tweede bergsprint, Port de Pailhères (HC), na 146,5 km: Ruben Pérez
- Derde bergsprint, Plateau de Beille (HC), na 197 km: Alberto Contador

## Uitslag
| rang | renner             | land             | ploeg             | tijd        |
| ---- | ------------------ | ---------------- | ----------------- | ----------- |
| 1    | Alberto Contador   | Spanje           | Discovery Channel | 64u 12' 15" |
| 2    | Michael Rasmussen  | Denemarken       | Rabobank          | z.t.        |
| 3    | Mauricio Soler     | Colombia         | Team Barloworld   | op 0' 37"   |
| 4    | Levi Leipheimer    | Verenigde Staten | Discovery Channel | op 0' 40"   |
| 5    | Carlos Sastre      | Spanje           | Team CSC          | op 0' 53"   |
| 6    | Andreas Klöden     | Duitsland        | Astana            | op 1' 52"   |
| 7    | Cadel Evans        | Australië        | Predictor - Lotto | z.t.        |
| 8    | Antonio Colom      | Spanje           | Astana            | op 2' 23"   |
| 9    | Andrej Kasjetsjkin | Kazachstan       | Astana            | z.t.        |
| 10   | Jaroslav Popovytsj | Oekraïne         | Discovery Channel | op 3' 06"   |

## Algemeen klassement
| rang | renner             | land             | ploeg             | tijd      |
| ---- | ------------------ | ---------------- | ----------------- | --------- |
| 1    | Michael Rasmussen  | Denemarken       | Rabobank          | 64h12’15" |
| 2    | Alberto Contador   | Spanje           | Discovery Channel | op 2'23"  |
| 3    | Cadel Evans        | Australië        | Predictor-Lotto   | op 3'04"  |
| 4    | Levi Leipheimer    | Verenigde Staten | Discovery Channel | op 4'29"  |
| 5    | Andreas Klöden     | Duitsland        | Astana            | op 4'38"  |
| 6    | Carlos Sastre      | Spanje           | Team CSC          | op 5'50"  |
| 7    | Andrej Kasjetsjkin | Kazachstan       | Astana            | op 6'58"  |
| 8    | Mikel Astarloza    | Spanje           | Euskaltel-Euskadi | op 8'25"  |
| 9    | Alejandro Valverde | Spanje           | Caisse d'Epargne  | op 9'45"  |
| 10   | Jaroslav Popovytsj | Oekraïne         | Discovery Channel | op 10'55" |

Proloog ·
1e etappe ·
2e etappe ·
3e etappe ·
4e etappe ·
5e etappe ·
6e etappe ·
7e etappe ·
8e etappe ·
9e etappe ·
10e etappe ·
11e etappe ·
12e etappe ·
13e etappe ·
14e etappe ·
15e etappe ·
16e etappe ·
17e etappe ·
18e etappe ·
19e etappe ·
20e etappe
Startlijst · Eindstanden · Afbeeldingen